# Zosterornis latistriatus
El timalí rayado (Zosterornis latistriatus) es una especie de ave paseriforme de la familia Zosteropidae.

## Distribución yhábitat
Es endémica de las selvas de las montañas situadas en el oeste de la isla de Panay. Está amenazado por la pérdida de hábitat.